# 3-idrossiacil-CoA deidrogenasi
La 3-idrossiacil-CoA deidrogenasi è un enzima appartenente alla classe delle ossidoreduttasi, che catalizza la seguente reazione:
(S)-3-idrossiacil-CoA + NAD+ ⇄ 3-ossoacil-CoA + NADH + H+
L'enzima ossida anche ilS-3-idrossacil-N-aciltioetanolammina ed il S-3-idrossiacil-idrolipoato. Alcuni enzimi utilizzano anche il NADP+, anche se agiscono più lentamente; l'enzima possiede alta specificità anche per la lunga catena acilica.